# Cave-In-Rock
Cave-In-Rock – wieś w Stanach Zjednoczonych, w stanie Illinois, w hrabstwie Hardin.